# 葛輝
葛輝（英文：Jeremy Richard Godfrey），英國人，前香港政府資訊科技總監。

## 簡歷
葛輝是前上訴庭大法官高奕暉之子。1984年於劍橋大學畢業。他曾任職於英國政府，1987年出任貿易及工業大臣私人秘書。1989年，加入英國大東電報局擔任管理職位。1989年至1990年間，他曾為當時大東旗下的香港電訊制訂有關開放香港電訊業的規管策略。1990年至1994年，轉而專責大東在英國的業務。1995年再被調到香港電訊擔任策略規劃總監，其後轉任市場推廣總監。。
1998年，葛輝轉職成為香港PA管理顧問公司合夥人。主要為香港及亞洲的公營或私人機構，提供電子商務、資訊科技等計劃項目的顧問服務。2007年11月起擔任獨立顧問。
2008年3月26日，公務員事務局宣布委任葛輝為政府資訊科技總監，任期3年，並於同年4月7日起上任。2011年1月28日，政府公佈葛輝以「私人理由」提早離任資訊科技總監，2月12日生效。
葛輝現居於上水翡翠園，懸空的資訊科技總監一職也於2012年起由賴錫璋接任。

## 上網學習支援計劃事件
「上網學習支援計劃」由行政長官曾蔭權於2009年10月的施政報告中提出，原計劃於2011年9月新學年推行，由政府向領取綜援家庭的學生派發每年1300元「電腦及上網津貼」，並由指定機構提供服務。
2011年4月18日，葛輝向立法會去信，指出其辭職涉及公眾利益，與政府操守問題有關，並非「私人理由」。5月10日，葛輝再度去信立法會資訊科技及廣播事務委員會主席黃毓民，指被商務及經濟發展局拒絕他向委員會講述事件。
2011年5月26日，葛輝向資訊科技及廣播事務委員會提交13頁的信件，披露事件詳情。指2010年獲撥款2億2000萬元的「上網學習支援計劃」招標程序不公平，遴選過程有「政治任務」。他並指出受到其上司曾俊華、謝曼怡及劉吳惠蘭的壓力，要求他把合約批予與民建聯關係密切的互聯網專業協會屬下的信息共融基金會；最終計劃一分為二，由信息共融基金會及社會服務聯會分地區進行。5月27日，黃毓民將信件公開。
2011年6月7日，立法會資訊科技及廣播事務委員會召開特別會議，討論計劃的遴選程序，葛輝及謝曼怡皆有出席。

## 資料來源
1. ↑  借葛輝指控謝曼怡 泛民誓報一箭之仇[永久] 李先知，明報
2. 1 2  委任政府資訊科技總監 [永久]「數碼21」資訊科技策略，2008年3月26日
3. ↑  委任 葛輝任政府資訊科技總監[永久] 香港政府新聞網，2008年3月26日
4. ↑  葛輝以私人理由提早離職 （页面存档备份，存于） 香港政府新聞網，2011年01月28日
5. ↑  CB(1)2299/10-11(01) 葛輝先生於2011年5月26日就上網學習支援計劃提交的文件	 （页面存档备份，存于） 立法會，2011年5月27日
6. ↑  葛輝：遴選過程有政治干預 謝曼怡否認 的存檔，存档日期2011-06-10. 香港電台，2011年6月7日

## 外部連結
- 葛輝個人網誌
- 葛輝個人LinkedIn